# Charles Jarrott (réalisateur)
Pour les articles homonymes, voir Charles Jarrott.
Charles Jarrott, né le 16 juin 1927 à Londres et mort le 4 mars 2011 à Woodland Hills des suites d'un cancer de la prostate, est un réalisateur et scénariste britannico-américain.
Il était le fils du pilote automobile Charles Jarrott.

## Filmographie

### Réalisateur

#### Cinéma
- 1962 : Scotland Yard s'énerve (en) (Time to Remember)
- 1969 : Anne des mille jours (Anne of the Thousand Days)
- 1971 : Marie Stuart, Reine d'Écosse (Mary, Queen of Scots)
- 1973 : Les Horizons perdus (Lost Horizon)
- 1974 : The Dove
- 1976 : Les Petits Voleurs de chevaux (Escape from the Dark) / (The Littlest Horse Thieves)
- 1977 : De l'autre côté de minuit (The Other Side of Midnight)
- 1980 : Le Dernier Vol de l'arche de Noé (The Last Flight of Noah's Ark)
- 1981 : Condorman
- 1981 : L'Homme de Prague (The Amateur)
- 1986 : The Boy in Blue
- 1997 : The Secret Life of Algernon
- 2001 : Turn of Faith

#### Télévision
- 1965 : Tea Party (TV)
- 1965 : The Snowball (TV)
- 1968 : The Strange Case of Dr. Jekyll and Mr. Hyde (TV)
- 1968 : A Case of Libel (TV)
- 1968 : If There Weren't Any Blacks You'd Have to Invent Them (TV)
- 1969 : Male of the Species (TV)
- 1983 : A Married Man (TV)
- 1986 : Ike (TV)
- 1987 : I Would Be Called John: Pope John XXIII (TV)
- 1987 : Barbara Hutton, destin d'une milliardaire (en) (Poor Little Rich Girl: The Barbara Hutton Story) (TV)
- 1988 : Les Windsor, la force d'un amour (The Woman He Loved) (TV)
- 1989 : Le Secret de Château Valmont ("Till We Meet Again") (feuilleton TV)
- 1990 : Le Complot du renard (Night of the Fox) (TV)
- 1991 : Lucy et Desi, du rire aux larmes (Lucy & Desi: Before the Laughter) (TV)
- 1991 : Détour vers le bonheur (Changes) (TV)
- 1991 : Le Messager de l'espoir (Yes, Virginia, there is a Santa Claus) (TV)
- 1992 : Business Woman (Lady Boss) (TV)
- 1993 : A Stranger in the Mirror (TV)
- 1994 : Les Armes de la passion (Treacherous Beauties) (TV)
- 1994 : Oksana - un destin d'étoile (A Promise Kept: The Oksana Baiul Story) (TV)
- 1995 : Sur le coup de minuit (At the Midnight Hour) (TV)
- 1997 : The Christmas List (TV)

### Scénariste
- 1993 : Morning Glory (TV)
- 1997 : The Secret Life of Algernon

## Distinctions
- Golden Globe Award : Meilleur réalisateur en 1970 pour Anne des mille jours.
- Prix du meilleur film de comédie lors du Festival du film de Breckenridge en 1998 pour The Secret Life of Algernon.